# NGC 4921
NGC 4921 es una galaxia espiral barrada situada en la constelación de Coma Berenices, a una distancia de 320 millones de años luz de la Vía Láctea. Es también la galaxia espiral más brillante del Cúmulo de galaxias de Coma, más brillante por ejemplo que la Galaxia de Andrómeda; sin embargo, sólo puede ser vista mediante telescopios de cierta abertura.
NGC 4921 es el prototipo de galaxia anémica; contiene muy poco hidrógeno neutro estando además todo él concentrado dentro del disco óptico de la galaxia y mostrando perturbaciones hacia el lado SE de esta -todo ello muy posiblemente causado por interacción con el gas caliente presente en el medio intergaláctico, el cual cómo sucede con otras galaxias similares cómo M90 en el Cúmulo de Virgo está despojando a NGC 4921 de su gas-. Además, tal y cómo puede verse en la imagen de la derecha, tomada por el Telescopio Espacial Hubble, sus brazos espirales externos presentan un aspecto difuso, sólo definidos por bandas de polvo -lo que supone a una baja o nula tasa de formación estelar-, estando concentradas las estrellas jóvenes y por tanto el nacimiento de estrellas alrededor de la barra central (dónde está concentrado el gas que queda). De hecho, NGC 4921 es más rojiza que otras galaxias similares a ella normales -una prueba de su baja tasa de formación estelar-
El día 4 de mayo de 1959 se descubrió la supernova 1959b en esta galaxia. 